# Grainville-Langannerie
Grainville-Langannerie és un municipi francès situat al departament de Calvados i a la regió de Normandia. L'any 2007 tenia 641 habitants.

## Demografia

### Població
El 2007 la població de fet de Grainville-Langannerie era de 641 persones. Hi havia 244 famílies de les quals 52 eren unipersonals (24 homes vivint sols i 28 dones vivint soles), 68 parelles sense fills, 112 parelles amb fills i 12 famílies monoparentals amb fills.
La població ha evolucionat segons el següent gràfic:
Habitants censats

### Habitatges
El 2007 hi havia 243 habitatges, 241 eren l'habitatge principal de la família i 2 estaven desocupats. 236 eren cases i 7 eren apartaments. Dels 241 habitatges principals, 196 estaven ocupats pels seus propietaris, 43 estaven llogats i ocupats pels llogaters i 2 estaven cedits a títol gratuït; 1 tenia una cambra, 4 en tenien dues, 31 en tenien tres, 70 en tenien quatre i 135 en tenien cinc o més. 161 habitatges disposaven pel capbaix d'una plaça de pàrquing. A 90 habitatges hi havia un automòbil i a 132 n'hi havia dos o més.

### Piràmide de població
La piràmide de població per edats i sexe el 2009 era:
| Homes | Edats   | Dones |
| ----- | ------- | ----- |
| 0     | 95 o +  | 1     |
| 0     | 90 a 94 | 1     |
| 3     | 85 a 89 | 2     |
| 0     | 80 a 84 | 7     |
| 9     | 75 a 79 | 10    |
| 11    | 70 a 74 | 6     |
| 16    | 65 a 69 | 13    |
| 10    | 60 a 64 | 25    |
| 10    | 55 a 59 | 15    |
| 14    | 50 a 54 | 13    |
| 13    | 45 a 49 | 15    |
| 21    | 40 a 44 | 17    |
| 28    | 35 a 39 | 25    |
| 24    | 30 a 34 | 26    |
| 13    | 25 a 29 | 9     |
| 19    | 20 a 24 | 11    |
| 21    | 15 a 19 | 15    |
| 15    | 10 a 14 | 19    |
| 21    | 5 a 9   | 19    |
| 12    | 0 a 4   | 13    |

## Economia
El 2007 la població en edat de treballar era de 396 persones, 316 eren actives i 80 eren inactives. De les 316 persones actives 295 estaven ocupades (157 homes i 138 dones) i 21 estaven aturades (14 homes i 7 dones). De les 80 persones inactives 22 estaven jubilades, 34 estaven estudiant i 24 estaven classificades com a «altres inactius».

### Ingressos
El 2009 a Grainville-Langannerie hi havia 242 unitats fiscals que integraven 669 persones, la mediana anual d'ingressos fiscals per persona era de 17.791 €.

### Activitats econòmiques
Dels 26 establiments que hi havia el 2007, 1 era d'una empresa extractiva, 2 d'empreses alimentàries, 3 d'empreses de fabricació d'altres productes industrials, 4 d'empreses de construcció, 4 d'empreses de comerç i reparació d'automòbils, 1 d'una empresa de transport, 1 d'una empresa d'hostatgeria i restauració, 3 d'empreses immobiliàries, 2 d'empreses de serveis, 1 d'una entitat de l'administració pública i 4 d'empreses classificades com a «altres activitats de serveis».
Dels 6 establiments de servei als particulars que hi havia el 2009, 1 era una oficina de correu, 1 lampisteria, 2 electricistes, 1 perruqueria i 1 agència immobiliària.
Dels 3 establiments comercials que hi havia el 2009, 1 era una botiga de menys de 120 m² i 2 carnisseries.
L'any 2000 a Grainville-Langannerie hi havia 9 explotacions agrícoles que ocupaven un total de 375 hectàrees.

## Equipaments sanitaris i escolars
El 2009 hi havia una escola elemental integrada dins d'un grup escolar amb les comunes properes formant una escola dispersa.

## Poblacions més properes
El següent diagrama mostra les poblacions més properes.